# Aristida jaliscana
Aristida jaliscana là một loài thực vật có hoa trong họ Hòa thảo. Loài này được R.Guzmán & V.Jaram. mô tả khoa học đầu tiên năm 1982.